# Ковзель, Владимир Прохорович
Владимир Прохорович Ковзель (26 марта 1936, Ленинград — 18 августа 2008) — советский оператор-постановщик.

## Биография
В. П. Ковзель родился в Ленинграде 26 марта 1936 года.
В 1958 году окончил операторский факультет ВГИКа и был принят в штат киностудии «Ленфильм» в качестве ассистента оператора. С 1968 года — оператор-постановщик киностудии «Ленфильм».
Член Союза кинематографистов СССР (Ленинградское отделение).

## Фильмография
1. 1962 — Мальчик с коньками  (короткометражный) (Режиссёр-постановщик: Сергей Гиппиус)
2. 1968 — Город и песня[1]  (фильм-концерт) (Режиссёр-постановщик: Леонид Менакер)
3. 1968 — Степень риска  (Режиссёр-постановщик: Илья Авербах)
4. 1969 — Белый флюгер  (Режиссёр-постановщик: Давид Кочарян)
5. 1971 — Пристань на том берегу  (Режиссёр-постановщик: Соломон Шустер)
6. 1971 — Разрешите взлёт!  (Режиссёр-постановщик: Анатолий Вехотко, Наталия Трощенко)
7. 1973 — Опознание  (Режиссёр-постановщик: Леонид Менакер)
8. 1973 — Чтобы быть счастливым!  (ТВ) (Режиссёр-постановщик: Лев Цуцульковский)
9. 1975 — Одиннадцать надежд  (Режиссёр-постановщик: Виктор Садовский)
10. 1975 — Рассказ о простой вещи  (ТВ) (Режиссёр-постановщик: Леонид Менакер)
11. 1976 — Сладкая женщина  (совместно с Семёном Ивановым) (Режиссёр-постановщик: Владимир Фетин)
12. 1978 — Киноальманах «Завьяловские чудики». Новелла «Капроновая ёлочка»  (Режиссёр-постановщик: Эрнест Ясан)
13. 1978 — Молодая жена  (Режиссёр-постановщик: Леонид Менакер)
14. 1978 — Чужая  (Режиссёр-постановщик: Владимир Шредель)
15. 1980 — Последний побег  (Режиссёр-постановщик: Леонид Менакер)
16. 1982 — Варварин день  (Режиссёры-постановщики: Анатолий Дубинкин, Иосиф Шапиро)
17. 1982 — Никколо Паганини  (ТВ) (Режиссёр-постановщик: Леонид Менакер)
18. 1984 — Завещание профессора Доуэля  (Режиссёр-постановщик: Леонид Менакер)
19. 1986 — Последняя дорога  (Режиссёр-постановщик: Леонид Менакер)
20. 1988 — Эти… три верные карты…  (совместно с Владимиром Ивановым) (Режиссёр-постановщик: Александр Орлов)
21. 1990 — Собачий пир  (Режиссёр-постановщик: Леонид Менакер)
22. 1991 — Человек со свалки  (ТВ) (Режиссёр-постановщик: Борис Горлов)
23. 1992 — Удачи вам, господа!  (Режиссёр-постановщик: Владимир Бортко)

## Признание и награды
В 1969 году за документальный фильм «Город и песня» (тв, 1968) на Всесоюзном фестивале телевизионных фильмов в Ленинграде получил Приз за лучшую операторскую работу.
В этом же 1969 году 29 мая родился сын, названный Игорем. Ковзель, Игорь Владимирович вырос до Председателя Госсовета Республики Коми и вместе с президентом Гайзером и другом детства сыном режиссёра Менакера, скрывающимся под фамилией Чернов, арестован по обвинению в мошенничестве 18 сентября 2015 года.